# Scrophularia arguta
Scrophularia arguta är en flenörtsväxtart som beskrevs av Daniel Carl Solander. Scrophularia arguta ingår i släktet flenörter, och familjen flenörtsväxter. Utöver nominatformen finns också underarten S. a. purpurascens.